# Юнгфраубан

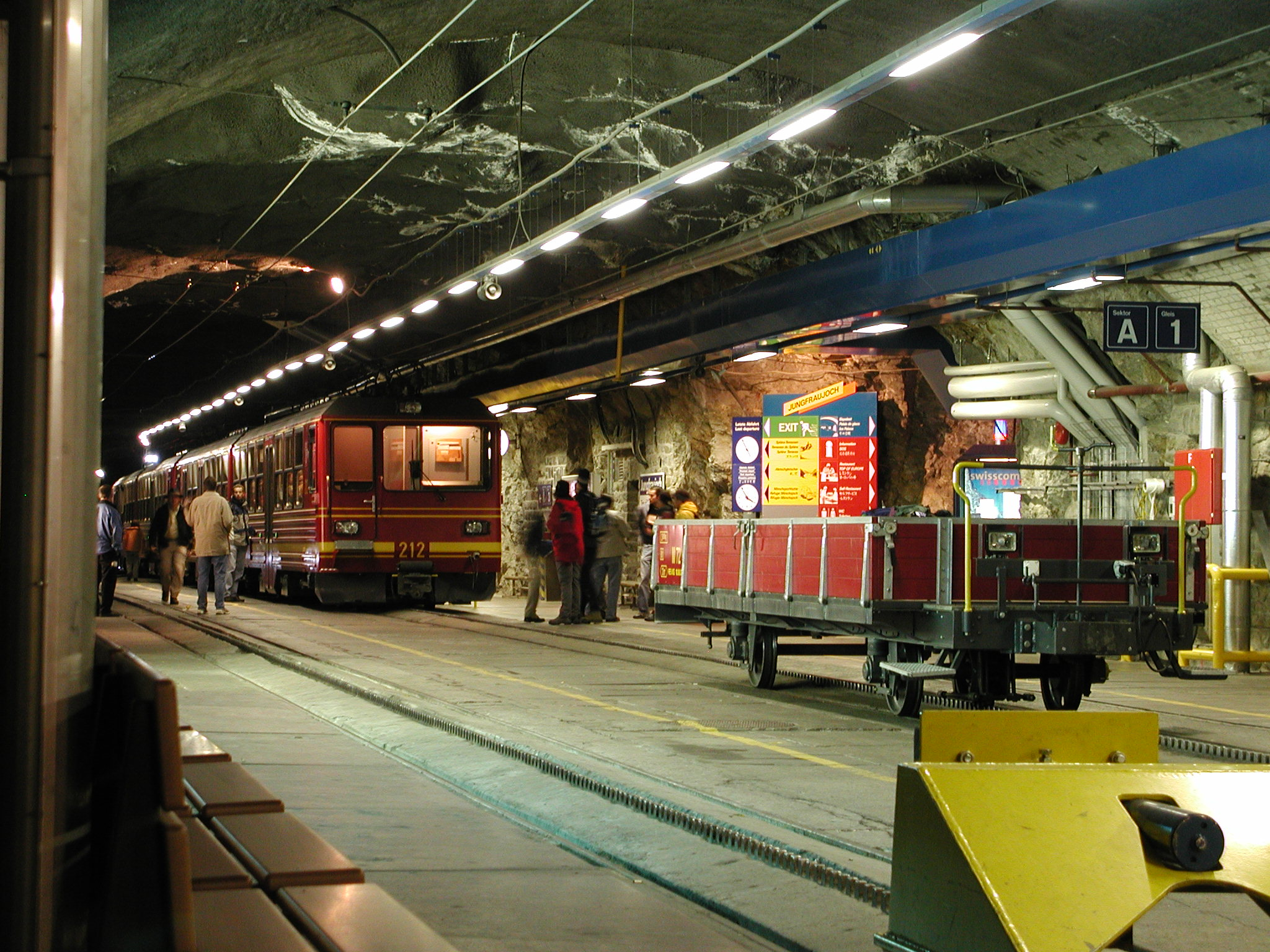
Станція «Юнгфрауйох»

46°37′00″ пн. ш. 8°01′34″ сх. д. / 46.616736° пн. ш. 8.026111° сх. д.
Юнгфраубан (нім. Jungfraubahn, JB) — зубчаста залізниця у Бернських Альпах, кантон Берн, Швейцарія, найвища залізниця в Європі — на лінії розташована найвища залізнична станція Європи Юнгфрауйох (3,454 м).
Починається в Кляйне-Шайдег і підіймається в тунелі, пробитому в скелях, через Айгер і Менх на перевал Юнгфрауйох. Протяжність залізниці становить 9 км, 1 400 метрів перепад висот. Понад 7 км колії проходять тунелем, в середині тунелю є дві станції, на яких обладнано оглядові майданчики. 
Початкова дистанція простонеба завершується на станції Ейгерглечер (2320 м), що робить Юнгфраубан другим за висотою у Швейцарії що прямує простонеба Лінія електрифікована трифазним змінним струмом 1,125 В 50 Гц, і є однією з чотирьох ліній у світі електрифікованих трифазною системою електропостачання.
У Кляйне-Шайдег Юнгфраубан з'єднується з Венгернальпбаном, що має два маршрути вниз з гори — до сіл Лаутербруннен і Гріндельвальд. Через обидва села прямує Бернер-Оберланд-бан, що має з'єднання з Федеральними залізницями Швейцарії в Інтерлакені.

## Історія
- 1860 — запропоновані перші пропозиції з будівництва Юнгфраубан, але вони не були втілені через брак коштів.
- 1894 — промисловець Адольф Гайер-Целлер отримав концесію на будівництво залізниці, від залізничної станції Кляйне-Шайдег Венгернальпбану (WAB), тунелем через Ейгер і Мьонх до вершини Юнгфрау.
- 1896 — початок будівництва.
- 1898 — відкрита станція Ейгерглечер.
- 28 червня 1903 — відкрита дистанція від станції Ротшток до станції Айгерванд
- 25 липня 1905 — відкрита дистанція від станції Ейгерванд до станції Айсмеер
- 1 серпня 1912 — відкриття станції Юнгфрауйох.
- 14 вересня 1924 — відкриття на Юнгфрауйох «Будинок над хмарами»
- 1931 — відкриття дослідницької станції на Юнгфрауйох.
- 1937 — відкриття обсерваторії Сфінкс. Купівля снігоочисника, що дозволило цілорічну експлуатацію.
- 1950 — монтаж куполу на обсерваторії Сфінкс
- 1955 — відкриття другого депо на Клайне-Шайдег. Монтаж панорамних вікон на станціях Айгерванд і Айсмеер.
  - 21 жовтня — знищення пожежею на Юнгфрауйох гірського і туристичного будинків.
- 1975 — відкриття нового туристичного будинку.
- 1 серпня 1987 — відкриття нового гірського будинку.
- 1991 — відкриття нового вокзалу на станції Юнгфрауйох.
- 1993 — розширення депо на Кляйне-Шайдег.
- 1996 — відкриття критого оглядового майданчика обсерваторії Сфінкс.
- 1997 — вперше річна кількість відвідувачів перевищила 500000.
- 1 червня 2000 — щоденна рекордна кількість відвідувачів — 8 148 осіб.

## Станції
- Кляйне-Шайдег 2 061 м.н.м.
- Фальбоден (службова станція)
- Айгерглетчер 2 320 м.н.м.
- Айгерванд 2 864 м.н.м. (в горі)
- Айсмеер 3 158 м.н.м. (в горі)
- Юнгфрауйох («Вершина Європи») 3 454 м.н.м. (в горі)

## Технічна характеристика
Витрати на будівництво склали замість запланованих 10 мільйонів 14,9 мільйона швейцарських франків. Будівництво тривало 16 років.
Залізниця спочатку будувалася як туристичний атракціон для привілейованої публіки. Це задоволення і в наші дні коштує 112 швейцарських франків. Підйом займає близько години.
| Висота верхньої станції над рівнем моря | 3 454 м.н.м.                                                                        |
| Перепад висот                           | 1 393 м                                                                             |
| експлуатаційна довжина                  | 9,3 км                                                                              |
| Ширина колії                            | 1000 мм                                                                             |
| Тип залізниці                           | зубчаста                                                                            |
| робоча швидкість                        | 12,5 км/год (25 км/год на малих градієнтах, наприклад, над Айсмеер)                 |
| Найкрутіший градієнт                    | 25 %                                                                                |
| Найменший радіус                        | 100 м                                                                               |
| Тунелі                                  | 3: найдовший — 7 122 м, найкоротший — 110 м. Разом — 80 % довжини всієї магістралі. |
| Електрифікація                          | 3-фазний 50 Гц 1125 Вольт                                                           |